# Championnat de Tunisie de judo 2016
Les championnats de Tunisie de judo 2016 ont lieu le 31 janvier 2016 à la salle de la Cité des jeunes à Tunis pour les compétitions individuelles par poids et sont précédés par la compétition open disputée le 22 novembre 2015.

## Podiums

### Femmes
| Épreuves                          | Or                                                                      | Argent                                                                          | Bronze |
| --------------------------------- | ----------------------------------------------------------------------- | ------------------------------------------------------------------------------- | --- |
| Moins de 48 kg poids super-légers | Olfa Saoudi Association sportive de la manufacture de tabac de Kairouan | Oumaima Bdioui Club des arts martiaux de Monastir                               | Souhir Khalfi Association sportive de la manufacture de tabac de Kairouan Loua Khachana Lionceaux des sports individuels de Kalâat el-Andalous |
| Moins de 52 kg poids mi-légers    | Islam Boubakri Jeunesse féminine de judo                                | Amani Gannouni Club sportif des fonctionnaires des prisons et de la rééducation | Meriem Jeridi Judo Club du Kef Hanene Barhoumi Club Électro-Qods de judo de Kairouan                                                           |
| Moins de 57 kg poids légers       | Hela Ayari Espérance sportive de Tunis                                  | Ghofran Khlifi Association sportive de la manufacture de tabac de Kairouan      | Khouloud Cherni Jeunesse féminine de judo Raouia Dhahri Club féminin de judo d’Oued Ellil                                                      |
| Moins de 63 kg poids mi-moyens    | Meriem Bjaoui Lionceaux des sports individuels de Kalâat el-Andalous    | Fatma Dridi Association sportive de la jeunesse féminine                        | Malek Trabelsi Club féminin de judo d’Oued Ellil                                                                                               |
| Moins de 70 kg poids moyens       | Nihel Landolsi Lionceaux des sports individuels de Kalâat el-Andalous   | Nourhan Herzi Club féminin de judo d’Oued Ellil                                 | Eya Klii Association sportive de la manufacture de tabac de Kairouan Rim Soltani Judo Club du Kef                                              |
| Moins de 78 kg poids mi-lourds    | Sarra Mzoughi Club féminin de judo d’Oued Ellil                         | Asma Rebîi Association sportive de la manufacture de tabac de Kairouan          | Khouloud Torkhani Club féminin de judo d’Oued Ellil Monia Larbi Espérance sportive de Tunis                                                    |
| Plus de 78 kg poids lourds        | Sahar Trabelsi Espérance sportive de Tunis                              | Nivine Ben Ayed Espérance sportive de Tunis                                     | Wafa Zaidi Association sportive de la manufacture de tabac de Kairouan Amani Boukamcha Patriote de Sousse                                      |
| Open Toutes catégories            | Sarra Mzoughi Club féminin de judo d’Oued Ellil                         | Amani Gannouni Club sportif des fonctionnaires des prisons et de la rééducation | Oumaima Mejri Association sportive de la jeunesse féminine Malek Trabelsi Club féminin de judo d’Oued Ellil                                    |

### Hommes
| Épreuves                          | Or                                                                         | Argent                                                                    | Bronze |
| --------------------------------- | -------------------------------------------------------------------------- | ------------------------------------------------------------------------- | --- |
| Moins de 60 kg poids super-légers | Frej Dhouibi Association sportive militaire de Tunis                       | Moneim Mejri Espérance sportive de Tunis                                  | Montassar Mejri Espérance sportive de Tunis Ilyes Dhifallah Stade sportif sfaxien                                                      |
| Moins de 66 kg poids mi-légers    | Bassem Mtiri Espérance sportive de Tunis                                   | Hamza Hmidi Association sportive de la manufacture de tabac de Kairouan   | Yacine Amri Association sportive militaire de Tunis Skander Mejri Association sportive de la manufacture de tabac de Kairouan          |
| Moins de 73 kg poids légers       | Hamza Barhoumi Association sportive de la manufacture de tabac de Kairouan | Ragheb Karchoud Club sportif sfaxien                                      | Mouâadh Jallali Aigle sportif du judo de Gabès Firas Tlili Stade sportif sfaxien                                                       |
| Moins de 81 kg poids mi-moyens    | Abdelaziz Ben Ammar Association sportive militaire de Tunis                | Jobrane Anane Association sportive de la manufacture de tabac de Kairouan | Mohamed Foued Mejri Association sportive de la manufacture de tabac de Kairouan Chawki Zerayga Judo Club de Gabès                      |
| Moins de 90 kg poids moyens       | Ahmed Hmaïdi Espérance sportive de Tunis                                   | Mekki Guezmir Association sportive militaire de Tunis                     | Yahia Naïja Jeunesse sportive de Moknine Issam El Hmidi Judo Club de Gabès                                                             |
| Moins de 100 kg poids mi-lourds   | Mohamed Riadh Saïed Espérance sportive de Tunis                            | Mahdi Mithali Association sportive militaire de Tunis                     | Slim Bousaid Club des arts martiaux de Monastir Houssemeddine Arfaoui Club sportif des fonctionnaires des prisons et de la rééducation |
| Plus de 100 kg poids lourds       | Souheil Gafrachi Aigle sportif du judo de Gabès                            | Maher Chkioua Jeunesse sportive de Moknine                                | Tarek Amamou Espérance sportive de Tunis Marouene Chkioua Jeunesse sportive de Moknine                                                 |
| Open Toutes catégories            | Souheil Gafrachi Aigle sportif du judo de Gabès                            | Belhassen Louati Stade sportif sfaxien                                    | Firas Abidi Stade sportif sfaxien Mourad Saânoune Club sportif des sports individuels de Mahrès                                        |

### Classement par équipes
| Rang  | Nation                                                           | Or | Argent | Bronze | Total |
| ----- | ---------------------------------------------------------------- | -- | ------ | ------ | ----- |
| 1     | Espérance sportive de Tunis                                      | 5  | 2      | 3      | 10    |
| 2     | Association sportive de la manufacture de tabac de Kairouan      | 2  | 4      | 5      | 11    |
| 3     | Association sportive militaire de Tunis                          | 2  | 2      | 1      | 5     |
| 4     | Club féminin de judo d’Oued Ellil                                | 2  | 1      | 4      | 7     |
| 5     | Aigle sportif du judo de Gabès                                   | 2  | 0      | 1      | 3     |
| -     | Lionceaux des sports individuels de Kalâat el-Andalous           | 2  | 0      | 1      | 3     |
| 7     | Jeunesse féminine de judo                                        | 1  | 0      | 1      | 2     |
| 8     | Club sportif des fonctionnaires des prisons et de la rééducation | 0  | 2      | 1      | 3     |
| 9     | Stade sportif sfaxien                                            | 0  | 1      | 3      | 4     |
| 10    | Jeunesse sportive de Moknine                                     | 0  | 1      | 2      | 3     |
| 11    | Club des arts martiaux de Monastir                               | 0  | 1      | 1      | 2     |
| -     | Association sportive de la jeunesse féminine                     | 0  | 1      | 1      | 2     |
| 13    | Club sportif sfaxien                                             | 0  | 1      | 0      | 1     |
| 14    | Judo Club de Gabès                                               | 0  | 0      | 2      | 2     |
| -     | Judo Club du Kef                                                 | 0  | 0      | 2      | 2     |
| 16    | Club Électro-Qods de judo de Kairouan                            | 0  | 0      | 1      | 1     |
| -     | Club sportif des sports individuels de Mahrès                    | 0  | 0      | 1      | 1     |
| -     | Patriote de Sousse                                               | 0  | 0      | 1      | 1     |
| Total | Total                                                            | 16 | 16     | 31     | 63    |